# Mollens (Vaud)
Mollens é uma comuna da Suíça, situada no distrito de Morges, no cantão de Vaud. Tem 11,0 km² de área e sua população em 2018 foi estimada em 283 habitantes.